# 横田久
横田 久（よこた ひさし、1949年2月14日 - 2007年8月31日）は、北海道放送（HBC）のアナウンサー。血液型はA。北海道札幌市出身。高崎経済大学経済学科卒業。

## 略歴
大学時代はサッカー部に在籍。当時のサッカー部の後輩に清原憲一（熊本放送アナウンサー）がいる。
大学卒業後の1972年、HBC入社。同期には佐藤のりゆき、中田美知子らがいる。同局では、主にスポーツ中継の実況アナウンサーとして活躍。大倉山ジャンプ競技場や宮の森ジャンプ競技場で行われるスキージャンプ大会で実況を務めることが多かった。また、道内で開催されるゴルフトーナメントの実況も務めた。
1986年にはTBSのスポーツ部へ出向。アナウンス部長、報道制作局次長兼スポーツ部長を歴任、2002年にアナウンサー職を離れた。晩年は企画事業局ゼネラルマネジャーを務めていた。2007年8月31日に胆管がんのため札幌市北区の病院で死去。58歳没。

## 担当番組

### テレビ
- JNNスポーツデスク
- JNNおはようニュース&スポーツ
- WE!テレポート6[1][5]
- スキージャンプ競技実況中継[9]
  - HBCカップジャンプ競技会
  - 宮様国際スキー純ジャンプ
- ゴルフ中継
  - 札幌とうきゅうオープンゴルフトーナメント[10]
  - サン・クロレラクラシック[11]
- '87銀輪疾走北の大地に〜ツール・ド・北海道（1987年） - ナレーター[12]
- '88銀輪疾走北の大地に〜ツール・ド・北海道（1988年） - ナレーター[13]
- スポーツギア[5]

### ラジオ
- とべとべ十勝（帯広放送局時代に担当）
- いきいきいい朝[5]
- キリンワイワイバイブレーション（Yワイバイブレーション[5]）
- OH!青春グラフティ[5]
- スーパーTODAY[5]
- 横田久のワイワイワイド（上記『とべとべ十勝』最終回では、一部同時間帯だったことから札幌局と帯広局で3分近く同時放送を行い横田が想い出話を披露した）
- 都市対抗野球大会実況中継（北海道勢が出場する試合を、後楽園球場→東京ドームから中継していた）
- ラジオスポーツドーム[14]

## 主な実況歴
- ブリーダーズゴールドカップ（1994年）

## 参考資料
- TBS50年史（2002年1月、東京放送編・発行）…国立国会図書館の所蔵情報
  - DVD-ROM『ハイブリッド検索編』（Windows対応）
    - テレビ番組データベース
- 12球団全選手カラー百科名鑑2004（『ホームラン』2004年3月号増刊。2004年3月31日、日本スポーツ出版社発行）
当時すでにアナウンサー職から離れていたが、プロ野球担当アナウンサーリスト内に横田の名が明記された。
- 各種外部リンク